# ISO 10002
ISO 10002は、国際標準化機構 (ISO) により定められた、あらゆる組織における苦情対応についての品質マネジメント規格。初版は2004年に制定、2014年の改正を経て、最新版は2018年に制定された「ISO 10002:2018」である。
規格の正式名称と対応する日本産業規格 (JIS規格) は次のとおり
- ISO 10002 -- Quality management — Customer satisfaction — Guidelines for complaints handling in organizations

- JIS Q 10002 -- 品質マネジメント−顧客満足− 組織における苦情対応のための指針

## 概要
ISO 10002は、組織の扱うサービスや規模、営利か非営利に関わらず、あらゆる事業者が利用可能な苦情対応についてのガイドラインを示している。苦情が発生した際に、その応対を行う過程「苦情対応プロセス」を通じ、当該プロセス自体や、取り扱う製品およびサービスの改善に資することを目的としている。
また、国際規格であるISO認証規格へ適合することは、グローバル市場での利害関係者へ信頼性を担保するものといえる。

## 規格
ISO 10002に対応することで次の5項目のメリットを得られ、顧客満足が高まるものとしている。
1. 苦情窓口へのアクセスや遣り取りが容易となる
2. 苦情を出した側、受け付けた側の双方が満足できる対応能力を得る
3. 苦情の傾向を見極め、適切な改善措置を行う組織へと運用を改善する
4. 顧客を満足させる苦情対応および当該能力を向上する
5. PDCAサイクルによる継続改善への基礎となる

## PDCAサイクル
ISO 10002はISO 9000ファミリーの規格であり、その中核に担うISO 9001と同様の品質マネジメントシステムモデルを採用している。すなわち、計画（箇条6）、運用（箇条7）、分析と改善（箇条8）の項目により、いわゆるPDCAサイクルによる苦情対応の改善を図るものとなる。